# Championnat du Maroc de football 1971-1972
Navigation
Édition précédente Édition suivante
Le Racing de Casablanca a remporté le championnat du Maroc de football 1971-1972. Il s'agit du 3e titre dans l'histoire de ce club. Le Wydad AC a terminé vice-champion.

## Classement final
| Rang | Équipe                     | Pts | J  | G  | N  | P  | Bp | Bc | Diff |
| ---- | -------------------------- | --- | -- | -- | -- | -- | -- | -- | ---- |
| 1    | Racing de Casablanca CdT   | 69  | 30 | 12 | 15 | 3  | 34 | 21 | +13  |
| 2    | Wydad Athletic Club        | 68  | 30 | 13 | 12 | 5  | 39 | 26 | +13  |
| 3    | Maghreb de Fès             | 66  | 30 | 10 | 16 | 4  | 21 | 13 | +8   |
| 4    | FAR de Rabat V             | 64  | 30 | 11 | 12 | 7  | 31 | 22 | +9   |
| 5    | Difaâ d'El Jadida          | 64  | 30 | 12 | 10 | 8  | 39 | 30 | +9   |
| 6    | Renaissance de Settat T    | 62  | 30 | 12 | 8  | 10 | 34 | 29 | +5   |
| 7    | KAC de Kénitra             | 62  | 30 | 10 | 12 | 8  | 26 | 31 | -5   |
| 8    | Mouloudia Club d'Oujda     | 60  | 30 | 10 | 10 | 10 | 34 | 37 | -3   |
| 9    | FUS de Rabat               | 59  | 30 | 9  | 11 | 10 | 28 | 27 | +1   |
| 10   | Raja Club Athletic         | 58  | 30 | 8  | 12 | 10 | 36 | 41 | -5   |
| 11   | Chabab Mohammédia CdT      | 56  | 30 | 7  | 12 | 11 | 24 | 27 | -3   |
| 12   | Raja de Beni Mellal        | 55  | 30 | 7  | 11 | 12 | 33 | 40 | -7   |
| 13   | Union de Sidi Kacem        | 55  | 30 | 8  | 9  | 13 | 32 | 41 | -9   |
| 14   | Youssoufia Club de Rabat P | 54  | 30 | 8  | 8  | 14 | 37 | 34 | +3   |
| 15   | Hassania d'Agadir P ↓      | 54  | 30 | 7  | 10 | 13 | 24 | 38 | -14  |
| 16   | Kawkab de Marrakech ↓      | 54  | 30 | 7  | 10 | 13 | 14 | 29 | -15  |

- Qualifications

- Qualification Coupe du Maghreb des clubs champions 1972-1973
- Vice-champion
- Relégué en Championnat du Maroc de football D2

- Abréviations

T : Tenant du titre

V : Vice-champion 1970-1971

P : Promus du Championnat du Maroc de football D2 1970-1971

CdT : Vainqueur de la Coupe du Trône de football 1971-1972
Concernant l'édition de la Coupe du Trône 1971-1972, les deux clubs finaliste sont déclarés vainqueurs de l'édition sans jouer la finale. Le Chabab Mohammédia remporte cette compétition pour la toute première fois de son histoire, alors que le ADM de Casablanca est à son deuxième titre.
- Le TAS de Casablanca et l'Ittihad Khémisset sont promus en D1 à l'issue de la saison.

## Bilan de la saison
| Championnat du Maroc de football 1971-1972                        |                           |
| Champion                                                          | ADM Casablanca (3e titre) |
| Coupes et trophées                                                |                           |
| Vainqueur de la Coupe du Trône 1971-1972                          | néant                     |
| Qualifications continentales                                      |                           |
| Coupe du Maghreb des clubs champions 1972-1973                    | ADM Casablanca            |
| Promotions et relégations                                         |                           |
| Promus en Championnat du Maroc de football                        | TAS de Casablanca         |
| Promus en Championnat du Maroc de football                        | Ittihad Khémisset         |
| Relégués en Championnat du Maroc de football de deuxième division | Kawkab de Marrakech       |
| Relégués en Championnat du Maroc de football de deuxième division | Hassania d'Agadir         |